# Lisa Matthews
Lisa Matthews, född 24 september 1969 i Peoria, Illinois i USA, är en amerikansk fotomodell och skådespelare. Hon utsågs till Playboys Playmate of the Month för april 1990 och till Playmate of the Year för 1991.